# Porvenir de Tacubaya
Porvenir de Tacubaya är en ort i Mexiko.   Den ligger i kommunen General Cepeda och delstaten Coahuila, i den centrala delen av landet, 700 km norr om huvudstaden Mexico City. Porvenir de Tacubaya ligger 1 556 meter över havet och antalet invånare är 257.
Terrängen runt Porvenir de Tacubaya är kuperad. Runt Porvenir de Tacubaya är det ganska glesbefolkat, med 42 invånare per kvadratkilometer. Närmaste större samhälle är General Cepeda, 11,7 km väster om Porvenir de Tacubaya. Omgivningarna runt Porvenir de Tacubaya är i huvudsak ett öppet busklandskap.